# Жизнь на Марсе (телесериал, Великобритания)
«Жизнь на Марсе» (англ. Life on Mars) — британский фантастический детективный телесериал, производством которого занималась медиакорпорация BBC. Лауреат премий Эмми (2006) и BAFTA (2007).
Сериал получил название от одноименной композиции Дэвида Боуи «Life on Mars?». Сериал состоит из двух сезонов по восемь эпизодов в каждом. Премьера состоялась на телеканале BBC One 9 января 2006 года, заключительная серия вышла 10 апреля 2007 года.

## Сюжет
Меня зовут Сэм Тайлер. Я попал в аварию и очнулся в 1973 году. Я сошел с ума, или я в коме или вернулся назад во времени? Что бы ни произошло, такое чувство, что я как будто оказался на другой планете. Возможно, если я смогу понять, почему я здесь, я смогу вернуться домой.
Оригинальный текст (англ.)My name is Sam Tyler. I had an accident and I woke up in 1973. Am I mad, in a coma, or back in time? Whatever's happened, it's like I've landed on a different planet. Now, maybe if I can work out the reason, I can get home.

Сэм Тайлер, старший инспектор уголовной полиции Большого Манчестера, в результате автокатастрофы, произошедшей с ним в 2006 году, оказывается в Манчестере 1973 года. Тайлер не понимает случившегося с ним, полагая, что либо находится в коме, либо сошёл с ума, либо действительно совершил путешествие во времени. Реальность происходящего вокруг не оставляет ему выбора, вынуждая работать инспектором уголовной полиции под руководством одиозного начальника Джина Ханта.

## В ролях
| Актёр             | Роль          |
| ----------------- | ------------- |
| Джон Симм         | Сэм Тайлер    |
| Филип Гленистер   | Джин Хант     |
| Лиз Уайт          | Энни Картрайт |
| Дин Эндрюс        | Рэй Карлинг   |
| Маршалл Ланкастер | Крис Скелтон  |
| Норин Кершоу      | Филлис Доббс  |
| Тони Маршалл      | Нельсон       |
| Джоан Фроггатт    | Рут Тайлер    |
| Арчи Панджаби     | Майя          |
| Кевин Макнелли    | Гарри Вулф    |

## Список эпизодов

### 1 сезон (2006)
| № в сериале | № в сезоне | Название эпизода       | Сценарист               | Режиссёр         | Оригинальная дата эфира |
| --- | ---------- | ---------------------- | ----------------------- | ---------------- | ----------------------- |
| 1 | 1          | «Episode 1» «Эпизод 1» | Мэтью Грэм              | Барат Наллури    | 9 января 2006           |
| Сэм Тайлер, инспектор полиции, охотится на маньяка-убийцу в современном Манчестере. Ему и его команде кажется, что они нашли его в лице шизофреника по фамилии Рейнс. Однако диагноз и неопровержимое алиби на момент многих убийств не позволяют Сэму арестовать его. В отчаянии Сэм отпускает Рейнса, что вызывает недовольство Майи, девушки и напарницы Сэма. Она решает взять дело в свои руки, и маньяк-убийца похищает её. Убитый горем Сэм останавливает машину в городских трущобах, где его сбивает машина. Очнувшись, он видит, что форма полицейских, план района и даже его собственная одежда изменились, а на дворе 1973 год. Пока он пытается найти привычные для него технические достижения 21 века, вроде мобильника или своего джипа, его новые коллеги из 1973 года пытаются понять может ли попавший в аварию и получивший сотрясение мозга Сэм вести расследование убийства молодой девушки. Однако вскоре Сэм, которого преследует песня "Life on Mars?" и странные звуковые галлюцинации, понимает, что девушку убил тот же человек, которого он будет преследовать через 30 с лишним лет... |            |                        |                         |                  |                         |
| 2 | 2          | «Episode 2» «Эпизод 2» | Мэтью Грэм              | Барат Наллури    | 16 января 2006          |
| Ким Трент, вооруженный грабитель, задержан по подозрению в жестоких ограблениях местных букмекеров; однако в участке выясняется, что нет никаких доказательств того, что именно он совершал преступления, поэтому Джин хочет подставить Трента, подложив ему фальшивые улики. Тайлер считает план шефа грубейшим нарушением закона и отпускает Трента без предъявления обвинений. Выйдя на свободу, тот сразу совершает очередное ограбление ювелирного магазина, в ходе которого уборщица по имени Джун, работающая в полицейском отделении, получает серьезное ранение. Крис портит важную улику, доказывающую виновность Трента, а Сэм совершает прорыв в расследовании, отыскав свидетеля преступления, который видел нападавших без масок; им оказывается глухой дворник Леонард. Сэм уговаривает Леонарда дать свидетельские показания против Трента, обещая ему защиту полиции; но Джин, Рэй и Крис не относятся к заданию охранять свидетеля серьезно; и из-за этого жизнь Леонарда и Энни оказывается в смертельной опасности.                                                                               |            |                        |                         |                  |                         |
| 3 | 3          | «Episode 3» «Эпизод 3» | Мэтью Грэм              | Джон МакКей      | 23 января 2006          |
| На текстильной фабрике находят мертвого человека, и Джин, следуя своей интуиции, решает, что убийцей является Тед Баннистер — глава местного профсоюза. Джин арестовывает Теда и добивается от него признательных показаний в совершенном убийстве; однако Тед идет на это только ради того, чтобы спасти фабрику от закрытия. Джин крайне доволен полученными результатами, но Сэм начинает копать глубже и выясняет, что Тед выдал за убийство несчастный случай на производстве. Тем временем, становится известно, что сын Теда незаконно приобрел оружие и планирует совершить ограбление фабрики, так как из-за идущего расследования ее временно закрыли именно в день выдачи зарплаты, и деньги рабочим никто так и не выплатил. Сэм предотвращает ограбление, и пускается в погоню за сыном Теда; настигнув его, он пытается уговорить его сдаться добровольно, но вместо этого тот берет полицейского на прицел... |            |                        |                         |                  |                         |
| 4 | 4          | «Episode 4» «Эпизод 4» | Эшли Фароа              | Джон МакКей      | 30 января 2006          |
| Сэм арестовывает одного из подручных местного мафиози Стивена Уоррена, однако вскоре его выпускают на свободу, и Сэм узнает, что весь участок берет взятки у Уоррена. Сэм находит дом, в котором он жил в детстве, и начинает общаться со своей матерью. Вскоре он узнает, что Рут Тайлер просрочила оплату за жилье и ей угрожает арендодатель, также работающий на Уоррена. Сэм пытается оплатить долги матери, но та отказывается и обижается на него. Тайлер решает начать расследование всех темных делишек Уоррена и запрятать его за решетку; однако тот отправляет к нему девушку, которая подсыпает Сэму наркотики, чтобы заняться с ним сексом и сделать компрометирующие полицейского фотографии. После того как девушка нарушает приказ Уоррена и отказывается шантажировать Сэма, ее находят в канаве с перерезанным горлом. Рэй говорит, что в ее смерти виноват сам Сэм, потому что он не принял правила игры и отказался от взятки. Однако Джин вспоминает ошибки прошлого, мучающие его совесть до сих пор, и решает помочь Сэму прижать Уоррена и посадить его в тюрьму.                            |            |                        |                         |                  |                         |
| 5 | 5          | «Episode 5» «Эпизод 5» | Тони Джордан            | Эс Джей Кларксон | 6 февраля 2006          |
| Фанат «Манчестер Юнайтед» найден мертвым, и всем кажется очевидным, что убийство — дело рук фаната другой футбольной команды «Манчестер Сити». Однако Сэм сомневается в этом и для того, чтобы добыть необходимую информацию, он под видом бармена отправляется в паб, завсегдатаем которого являлся убитый. В этой затее ему помогают Джин и Энни. После того как паб заполняется болельщиками «Манчестер Юнайтед», становится ясно, что они планируют большую драку с болельщиками «Манчестер Сити», чтобы отомстить за убитого товарища. Драка должна состояться в ближайшую субботу, в день игры между двумя манчестерскими футбольными командами... |            |                        |                         |                  |                         |
| 6 | 6          | «Episode 6» «Эпизод 6» | Мэтью Грэм & Эшли Фароа | Джон Александр   | 13 февраля 2006         |
| Разнорабочий, служащий в офисе местной газеты, захватывает в заложники журналистов и требует, чтобы история его жизни была напечатана в вечернем выпуске. Энни проникает к заложникам, переодевшись медсестрой, и оказывает им первую помощь. Сэм пытается вести переговоры с захватчиком, но неудачно, и он вместе с Джином в итоге также оказывается в плену. Захватчик говорит, что ровно в 14.00 он начнет убивать заложников; в это же самое время в 2006 году должно произойти отключение Сэма от аппаратов, поддерживающих его жизнь. Детектив Тайлер убежден в том, что для того чтобы предотвратить собственную смерть в 2006 году, ему необходимо не допустить ни одной смерти в 1973 году. |            |                        |                         |                  |                         |
| 7 | 7          | «Episode 7» «Эпизод 7» | Крис Чибнелл            | Эс Джей Кларксон | 20 февраля 2006         |
| Молодой человек, задержанный за распространение наркотиков, умирает под стражей в участке в то время, когда Джин и Сэм отправляются на обед. Пока Джин пытается замять дело, чтобы защитить своих сотрудников, Сэм начинает расследование смерти задержанного, чтобы докопаться до правды. Поругавшись со всеми своими коллегами, он, наконец, выясняет, что Рэй, допрашивая подозреваемого и стремясь добиться от него признания, заставил его принять кокаин, который привел к сердечному приступу со смертельным исходом. А все остальные покрывали поступок Рея. Джин вынужден понизить Рея до звания констебля. |            |                        |                         |                  |                         |
| 8 | 8          | «Episode 8» «Эпизод 8» | Мэтью Грэм              | Джон Александр   | 27 февраля 2006         |
| В 1973 году Сэм задерживает своего отца Вика Тайлера. Джин считает, что тот связан с изготовлением порнографических фильмов и работает на мафию, но Сэм не согласен с шефом. Он полагает, что Вик бросил семью из-за того, что его несправедливо обвинили в преступлениях и решает, что если он сможет оправдать отца, и тот останется с семьей, то сможет, наконец, выйти из комы. Чем больше он старается оправдать отца, тем чаще он слышит звуки, свидетельствующие о том, что он скоро очнется. В итоге, Джину удается доказать Сэму, что Вик — безжалостный гангстер; Сэм вновь арестовывает отца, но понимает, что если он отправит его в тюрьму, то Рут и маленький Сэм узнают об отце всю правду. Поэтому чтобы не травмировать семью Вика, Сэм отпускает его. |            |                        |                         |                  |                         |

### 2 сезон (2007)
| № в сериале | № в сезоне | Название эпизода       | Сценарист        | Режиссёр         | Оригинальная дата эфира |
| --- | ---------- | ---------------------- | ---------------- | ---------------- | ----------------------- |
| 9 | 1          | «Episode 1» «Эпизод 1» | Мэтью Грэм       | Эс Джей Кларксон | 13 февраля 2007         |
| В 2006 году кто-то хочет убить Сэма и отключает его систему жизнеобеспечения; в 1973 году, расследуя дело об убийстве посетителей казино, Сэм понимает, что владелец игорного заведения — именно тот человек, который желает его смерти в будущем. Этого человека зовут Тони Крейн, и через 30 лет он превратится в опасного преступника, которого арестует Сэм. Тайлер также знает, что Крейн в будущем убьет свою жену Еву, поэтому он готов пойти на все, чтобы посадить Крейна за решетку до того, как тот совершит непоправимое, и спасти жизнь Евы и свою собственную. Тем временем, Джин дает указание найти нового констебля в свою команду, однако подходящая кандидатура никак не находится. И наконец, Сэм решает предложить эту должность человеку, который оказывает неоценимую помощь почти во всех их расследованиях. Констеблем становится... Энни.                                                                                          |            |                        |                  |                  |                         |
| 10 | 2          | «Episode 2» «Эпизод 2» | Крис Чибнелл     | Эс Джей Кларксон | 20 февраля 2007         |
| Сэм, Рей и Крис отправляются в тюрьму, чтобы отвести заключенного по кличке Липкий Дикки на допрос в участок; однако по пути обратно они подвергаются вооруженному нападению, и злоумышленники похищают Дикки. Это происшествие расстраивает давнего коллегу и наставника Ханта суперинтенданта Генри Вульфа; он собирается уходить на пенсию и хочет успеть посадить в тюрьму своего давнего соперника — главу местной банды Меллоуна, за которым он охотился всю свою карьеру; по мнению Вульфа несостоявшийся допрос Дикки мог бы помочь упечь Меллоуна за решетку. Однако вскоре Сэм понимает, что все не так просто, и Вульф может иметь непосредственное отношение к похищению Дикки. Тем временем, Сэм помогает сделать первые шаги в карьере полицейского молодому чернокожему детективу, который впоследствии станет наставником самого Сэма. |            |                        |                  |                  |                         |
| 11 | 3          | «Episode 3» «Эпизод 3» | Джули Раттерфорд | Ричард Кларк     | 6 марта 2007            |
| В полицейский участок поступает звонок о предстоящем теракте; аноним утверждает, что ИРА заминировала автомобиль возле одной из манчестерских школ, и через 15 минут произойдет взрыв. Сэм пребывает в уверенности, что все это розыгрыш, потому что не помнит из курса истории факта о терактах ИРА на английской земле в 1973 году. Однако Сэм ошибается, и машина все-таки взрывается,едва не убив при этом Рея, находившегося в опасной близости от нее. После этого происшествия Джин и все остальные отказываются слушать мнение Тайлера и сосредотачиваются на версии теракта, ответственность за который несет ИРА. Тем временем видения Сэма продолжают усиливаться. Из них он понимает, что его мозг может быть сильно поврежден в результате аварии, и именно это может служить основной причиной того, почему он так долго находится в коме. |            |                        |                  |                  |                         |
| 12 | 4          | «Episode 4» «Эпизод 4» | Эшли Фароа       | Ричард Кларк     | 13 марта 2007           |
| На пустыре находят труп молодой женщины, которая работала продавщицей косметики. Расследование приводит Сэма, Джина и остальных в пригород, где местный автодилер устраивает секс-вечеринки с участием девушек, которые днем работают в крупнейшем в Манчестере магазине косметики. Чтобы раскрыть дело, Сэм и Энни притворяются семейной парой, знакомятся с автодилером и получают приглашение на такую вечеринку. Однако вскоре ситуация выходит из-под контроля... |            |                        |                  |                  |                         |
| 13 | 5          | «Episode 5» «Эпизод 5» | Мэтью Грэм       | Эндрю Ганн       | 20 марта 2007           |
| Неизвестный похищает жену и дочь школьного учителя и угрожает убить их, если власти не выпустят на свободу некоего Грэма Баттерста, отбывающего срок за совершенное в прошлом году убийство школьницы. Тем временем в 2006 году Сэм оказывается на грани жизни и смерти, потому что врачи по ошибке ввели ему слишком большую дозу лекарственных препаратов. Когда расследование похищения и прошлогоднего убийства вступает в решающую стадию, Сэм уходит в еще более глубокую кому, и его коллеги вынуждены завершать дело самостоятельно (хоть и основываясь на некоторых догадках Сэма). |            |                        |                  |                  |                         |
| 14 | 6          | «Episode 6» «Эпизод 6» | Гай Дженкин      | Эндрю Ганн       | 27 марта 2007           |
| Когда новый наркотик героин попадает на улицы Манчестера, Хант готов пойти на самые крайние меры, чтобы выяснить личность поставщика и наказать его. Сэм также пытается найти источник возникновения героина и понимает, что его необъяснимо тянет к молодой красивой женщине, которая проходит свидетелем по этому делу; позже он понимает, что это будущая мать его девушки Майи из 2006 года. Тем временем в видениях Сэма с ним разговаривает Майя, сообщая ему, что она намерена прекратить посещать его в больнице и продолжить жить дальше без него. |            |                        |                  |                  |                         |
| 15 | 7          | «Episode 7» «Эпизод 7» | Марк Грейг       | Эс Джей Кларксон | 3 апреля 2007           |
| Джин Хант дает показания в суде против местного владельца спортивного зала Хаслома, который сломал руку боксеру, работающему на него. Однако, несмотря на все показания и улики, суд признает подсудимого невиновным. Хант напивается с горя и отправляется к дому Хаслома; утром Джин просыпается рядом с его трупом и не может вспомнить ничего о событиях прошлой ночи. Сэму приходится решать, верит ли он в невиновность своего начальника, и выбирать, на чьей он стороне: Ханта или исполняющего обязанности старшего инспектора Фрэнка Моргана, который использует методики и выражения полицейских 2006 года. |            |                        |                  |                  |                         |
| 16 | 8          | «Episode 8» «Эпизод 8» | Мэтью Грэм       | Эс Джей Кларксон | 10 апреля 2007          |
| Из своих видений Сэм узнает, что в 2006 году ему хотят сделать операцию по удалению опухоли мозга, и в случае ее успеха он сможет выйти из комы. Фрэнк Морган в 1973 году говорит Сэму, что для того, чтобы операция прошла успешно, ему необходимо удалить «раковую опухоль» полиции, а именно Ханта и его отдел; поэтому Сэм должен собрать компромат на своего начальника и коллег. Однако всё, во что Сэм верит, рушится, когда Морган говорит ему, что нет никакой комы, а все происходящее в 1973 году реально. Оказывается, Сэм работал на Моргана в Хайде, и тот отправил его работать под прикрытием в отдел Ханта, однако по пути в Манчестер Сэм попал в аварию и потерял память. В ходе опасной и незаконной спецоперации, организованной Хантом, Сэм возвращается в будущее, однако в 2006 году он не чувствует себя живым и решает прыгнуть с крыши высокого здания, чтобы вернуться в 1973 год к людям, которые стали ему близкими и важными. |            |                        |                  |                  |                         |

### DVD-релизы
В России сериал был издан на DVD в 2010—2011 годах компанией «Флагман Трейд».

## Адаптации
После успеха сериала в ряде стран на его основе были выпущены адаптированные версии.
Американская адаптация сериала была осуществлена телеканалом ABC и демонстрировалась с 9 октября 2008 по 1 апреля 2009 года.
Испанская версия транслировалась с 26 апреля по 14 июня 2009 года.
В России вольная адаптация сериала вышла в 2012 году под названием «Обратная сторона Луны».
В 2018 году на основе британского сериала была создана южнокорейская версия, показанная на телеканале OCN.